# 戸塚記念
戸塚記念（とつかきねん）は神奈川県川崎競馬組合が川崎競馬場で施行する地方競馬（南関東公営競馬）の重賞競走である。格付けはSI。
川崎競馬場の前身である戸塚競馬場を記念した競走。正式名称は「サンケイスポーツ盃 戸塚記念」。サンケイスポーツを発行する産業経済新聞社（産経新聞社）が優勝杯を提供している。
副賞は、サンケイスポーツ賞、全国公営競馬主催者協議会会長賞、関東地方公営競馬協議会賞、管理者賞、また生産牧場賞がある（2024年）。

## 概要
1971年にサラブレッド系4歳（現3歳）の南関東所属馬限定の重賞競走「報知盃 戸塚記念」として創設。創設当初はダート2000メートルのハンデキャップで施行された。1986年度をのぞいては重賞として開催されている。施行距離は1998年から現在のダート2100メートルに変更されており、2002年と2003年は2000メートルに変更されたが、2004年に戻された。負担重量は2004年から別定重量に変更、2018年からは南関東SIに格上げされ、別定重量から定量に再度変更された。
2010年からは水沢競馬場で行われるダービーグランプリの全国指定競走に指定され、優勝馬に、ダービーグランプリへの優先出走権が与えられている。
2017年から2023年まで行われた「3歳秋のチャンピオンシップ」シリーズにおいて、カテゴリーB競走に指定されていた。本競走とダービーグランプリの双方に優勝した馬の馬主にはボーナス賞金800万円が贈られた（2018年までは同500万円）。

### 条件・賞金等（2024年）
出走条件
サラブレッド系3歳。南関東所属。
- トライアル競走の「芙蓉賞」で上位3着までに入った馬に優先出走権がある。

負担重量
定量。56kg、牝馬54kg（南半球産2kg減）
賞金額
1着3,000万円、2着1,050万円、3着600万円、4着300万円、5着150万円、着外手当10万円。

## 歴史
- 1971年 - 川崎競馬場のダート2000mのサラブレッド系4歳（現3歳）の南関東所属馬限定のハンデキャップの重賞競走「報知盃 戸塚記念」として創設。
- 1984年 - 川崎のヨネジロウとエアハートが同着優勝。
- 1985年 - 川崎の佐々木竹見が騎手として史上初の連覇。
- 1986年 - 当年のみ、準重賞競走として施行。
- 1995年 - 南関東グレード導入により南関東G3に格付け。
- 1998年 - 施行距離をダート2100mに変更。
- 2001年 - 馬齢表示の国際基準への変更に伴い、出走条件を「サラブレッド系4歳の南関東所属馬」から「サラブレッド系3歳の南関東所属馬」に変更。
- 2002年 - 施行距離をダート2000mに変更。
- 2004年
  - 施行距離をダート2100mに戻す。
  - 負担重量を「ハンデキャップ」から「別定重量」に変更。
- 2005年 - 川崎の足立勝久が調教師として史上初の連覇。
- 2007年 - 南関東重賞格付け表記をSIIIに変更。
- 2010年
  - ダービーグランプリの全国指定競走に指定、1着馬にダービーグランプリへの優先出走権が付与されるようになる。
  - 優勝杯の提供を報知新聞社から神奈川新聞に変更。それに伴い、名称を「報知盃 戸塚記念」から「神奈川新聞社賞 戸塚記念」に変更。
- 2011年 - SIIに格上げされる。
- 2014年 - 優勝杯の提供を神奈川新聞からサンケイスポーツを発行する産業経済新聞社に変更。それに伴い、名称を「神奈川新聞社賞 戸塚記念」から「サンケイスポーツ盃 戸塚記念」に変更。
- 2018年 - SIに格上げ、加えて負担重量が定量に変更された。
- 2024年 - 中央競馬では2003年の七夕賞以来、地方競馬では初となるアカペラ演奏によるファンファーレが実施された。

## 歴代優勝馬
| 回数       | 施行年月日     | 優勝馬             | 性齢 | 所属 | タイム          | 優勝騎手   | 管理調教師 | 馬主                     |
| ---------- | -------------- | ------------------ | ---- | ---- | --------------- | ---------- | ---------- | ------------------------ |
| 第1回      | 1971年10月11日 | ゴルドラツプ       | 牡3  | 大井 | 2:07.1          | 岡部盛雄   | 荒井貢     | 松本夫佐子               |
| 第2回      | 1972年9月27日  | ハクセイシヨウ     | 牡3  | 川崎 | 2:07.6          | 佐々木竹見 | 鈴木春吉   | 武淵孝之                 |
| 第3回      | 1973年7月25日  | ウインザライン     | 牡3  | 大井 | 2:07.5          | 高橋三郎   | 遠間波満行 | 長谷川昭一郎             |
| 第4回      | 1974年7月22日  | スピードパーシア   | 牡3  | 船橋 | 2:08.6          | 内野健二   | 及川六郎   | 佐藤興業（株）           |
| 第5回      | 1975年7月20日  | ミツドウエー       | 牝3  | 川崎 | 2:06.6          | 橘真樹     | 梅山満     | （有）旭日ホース         |
| 第6回      | 1976年7月27日  | フアインポート     | 牡3  | 川崎 | 2:06.0          | 竹島春三   | 井上宥蔵   | 佐野行男                 |
| 第7回      | 1977年6月28日  | デンタルプリンス   | 牡3  | 川崎 | 2:07.0          | 岩本洋     | 岩本亀五郎 | 安部忠                   |
| 第8回      | 1978年8月17日  | フクリボー         | 牡3  | 船橋 | 2:09.5          | 桑島孝春   | 高松弘之   | 佐藤喜一郎               |
| 第9回      | 1979年10月15日 | カツアール         | 牡3  | 大井 | 2:07.9          | 高橋三郎   | 秋谷元次   | 栗林英雄                 |
| 第10回     | 1980年11月10日 | トドロキエイカン   | 牡3  | 大井 | 2:07.0          | 岡部盛雄   | 岡部猛     | 町田圭三                 |
| 第11回     | 1981年10月15日 | サガミトキマサ     | 牡3  | 川崎 | 2:09.1          | 佐々木竹見 | 梅山満     | （有）旭日ホース         |
| 第12回     | 1982年10月6日  | フドウゴールド     | 牝3  | 船橋 | 2:08.4          | 川島正行   | 泉孝       | 市村平                   |
| 第13回     | 1983年9月28日  | ボールドマツクス   | 牡3  | 川崎 | 2:08.2          | 山崎尋美   | 秋山重美   | 鈴木三郎                 |
| 第14回     | 1984年10月3日  | ヨネジロウ         | 牡3  | 川崎 | 2:10.1 （同着） | 本間茂     | 高橋久志   | 田所国丈                 |
| 第14回     | 1984年10月3日  | エアハート         | 牝3  | 川崎 | 2:10.1 （同着） | 佐々木竹見 | 高橋満夫   | 伊達秀和                 |
| 第15回     | 1985年9月19日  | ヒデノキクオー     | 牡3  | 川崎 | 2:09.7          | 佐々木竹見 | 勝又泉     | 横山秀男                 |
| （準重賞） | 1986年10月14日 | イーグルシヤトー   | 牝3  | 大井 | 2:08.9          | 堀千亜樹   | 大山二三夫 | 中村和夫                 |
| 第16回     | 1987年10月7日  | マルケンアキーラ   | 牡3  | 大井 | 2:09.5          | 的場文男   | 物井榮     | 丸田明                   |
| 第17回     | 1988年10月5日  | シヨウハイホープ   | 牡3  | 船橋 | 2:10.8          | 石崎隆之   | 波多野高次 | 伊藤昭次                 |
| 第18回     | 1989年11月15日 | ハクバマーチ       | 牝3  | 川崎 | 2:11.9          | 本間茂     | 足立勝久   | 高橋種顕                 |
| 第19回     | 1990年9月19日  | ハセノトライアン   | 牡3  | 船橋 | 2:10.4          | 石崎隆之   | 出川己代造 | 長谷川文夫               |
| 第20回     | 1991年10月30日 | マスコットリオン   | 牡3  | 川崎 | 2:10.2          | 山崎尋美   | 岩本亀五郎 | 本多佳治                 |
| 第21回     | 1992年11月23日 | ワカクサホマレ     | 牡3  | 川崎 | 2:07.7          | 佐々木竹見 | 青野四郎   | 谷川弘一郎               |
| 第22回     | 1993年9月22日  | サトノライデン     | 牡3  | 船橋 | 2:13.0          | 石崎隆之   | 出川己代造 | 今井里江子               |
| 第23回     | 1994年10月19日 | ドルフィンボーイ   | 牡3  | 川崎 | 2:10.2          | 山崎尋美   | 佐々木國廣 | 芹澤精一                 |
| 第24回     | 1995年11月15日 | ドラールクラウン   | 牡3  | 大井 | 2:11.4          | 内田博幸   | 赤間清松   | 布施光章                 |
| 第25回     | 1996年10月8日  | ハネダリーディング | 牡3  | 川崎 | 2:10.4          | 岩城方元   | 田村豫志雄 | 鈴木榮治                 |
| 第26回     | 1997年9月3日   | ワイルドトルーン   | 牡3  | 船橋 | 2:10.3          | 石井勝男   | 田中美義   | 保手濱忠弘               |
| 第27回     | 1998年9月9日   | アトミックサンダー | 牡3  | 船橋 | 2:17.3          | 張田京     | 川島正行   | 舛添要一                 |
| 第28回     | 1999年8月31日  | トッキーステルス   | 牡3  | 川崎 | 2:17.6          | 金子正彦   | 佐々木國廣 | 清水斉                   |
| 第29回     | 2000年8月31日  | カミスドリーム     | 牡3  | 船橋 | 2:17.1          | 秋田実     | 佐藤賢二   | 長谷川文夫               |
| 第30回     | 2001年8月30日  | アブクマドリーム   | 牡3  | 船橋 | 2:18.9          | 石崎隆之   | 出川克己   | 太田克弘                 |
| 第31回     | 2002年9月11日  | ジェネスアリダー   | 牡3  | 川崎 | 2:10.3          | 桑島孝春   | 八木正喜   | 山口真吾                 |
| 第32回     | 2003年9月3日   | ティーケーツヨシ   | 牡3  | 川崎 | 2:10.2          | 野崎武司   | 八木正雄   | 小林達史                 |
| 第33回     | 2004年9月6日   | モエレトレジャー   | 牡3  | 川崎 | 2:16.3          | 金子正彦   | 足立勝久   | 中村和夫                 |
| 第34回     | 2005年9月7日   | ブルーワレンダー   | 牡3  | 川崎 | 2:14.2          | 的場文男   | 足立勝久   | 黛大介                   |
| 第35回     | 2006年9月27日  | ビービートルネード | 牡3  | 川崎 | 2:17.1          | 町田直希   | 武井榮一   | （有）坂東牧場           |
| 第36回     | 2007年9月13日  | ロングウェーブ     | 牡3  | 船橋 | 2:16.2          | 今野忠成   | 松代眞     | 加藤光淑                 |
| 第37回     | 2008年9月10日  | ジルグリッター     | 牡3  | 船橋 | 2:17.0          | 張田京     | 岡林光浩   | 小皆芳広                 |
| 第38回     | 2009年9月8日   | ブルーラッド       | 牡3  | 川崎 | 2:15.0          | 御神本訓史 | 足立勝久   | 黛大介                   |
| 第39回     | 2010年9月8日   | ハーミア           | 牝3  | 大井 | 2:16.9          | 戸崎圭太   | 荒山勝徳   | 伊達泰明                 |
| 第40回     | 2011年9月2日   | ナターレ           | 牝3  | 川崎 | 2:17.4          | 的場文男   | 内田勝義   | 吉田正志                 |
| 第41回     | 2012年9月7日   | アスカリーブル     | 牝3  | 船橋 | 2:17.8          | 今野忠成   | 川島正行   | 坂本敏浩                 |
| 第42回     | 2013年9月4日   | トラバージョ       | 牡3  | 船橋 | 2:15.9          | 石崎駿     | 佐藤賢二   | （有）エッジ             |
| 第43回     | 2014年9月9日   | キットピーク       | 牡3  | 大井 | 2:17.9          | 岡部誠     | 宮浦正行   | グローバルサービス（株） |
| 第44回     | 2015年9月8日   | ミスアバンセ       | 牝3  | 船橋 | 2:21.8          | 矢野貴之   | 椎名廣明   | 川上晋                   |
| 第45回     | 2016年9月13日  | ベルゼブブ         | 牡3  | 浦和 | 2:19.8          | 山崎誠士   | 小久保智   | 山口裕介                 |
| 第46回     | 2017年9月7日   | カンムル           | 牡3  | 浦和 | 2:17.4          | 左海誠二   | 小久保智   | 山口裕介                 |
| 第47回     | 2018年9月12日  | チャイヤプーン     | 牡3  | 船橋 | 2:18.5          | 森泰斗     | 川島正一   | 大久保和夫               |
| 第48回     | 2019年9月4日   | ヒカリオーソ       | 牡3  | 川崎 | 2:16.3          | 山崎誠士   | 岩本洋     | 西森鶴                   |
| 第49回     | 2020年9月16日  | ティーズダンク     | 牡3  | 浦和 | 2:16.9          | 笹川翼     | 水野貴史   | 立山伸二                 |
| 第50回     | 2021年9月15日  | セイカメテオポリス | 牡3  | 大井 | 2:17.8          | 矢野貴之   | 渡邉和雄   | 星加浩一                 |
| 第51回     | 2022年9月15日  | スピーディキック   | 牝3  | 浦和 | 2:17.3          | 山崎誠士   | 藤原智行   | 加藤鈴幸                 |
| 第52回     | 2023年9月14日  | ヒーローコール     | 牡3  | 浦和 | 2:16.6          | 森泰斗     | 小久保智   | 山口裕介                 |
| 第53回     | 2024年9月4日   | サントノーレ       | 牡3  | 大井 | 2:20.0          | 笹川翼     | 荒山勝徳   | （株）ラ・メール         |

※馬齢は2000年以前についても現表記を用いる。
出典：南関東4競馬場公式「戸塚記念競走優勝馬」https://www.nankankeiba.com/win_uma/22.do